# Daniella Rahme
Pour les articles homonymes, voir Rahme.
Daniella Rahme, née le 13 octobre 1990 à Sydney en Australie, est une présentatrice de télévision libanaise, une actrice et un mannequin.
Elle participe au concours Miss Supranational 2011, et est la gagnante de Miss Liban Émigrant 2010,,.
En 2014, elle est la gagnante de la saison 2 de l'émission télévisée Dancing with the Stars (Raqs el Noujoum),.